# Pune
Pune er den næststørste by i delstaten Maharashtra i det vestlige Indien. Byen ligger omkring 160 km sydøst for delstatens hovedstad Mumbai (tidligere Bombay), der er den største by i hele Indien. Der er omkring 5.945.000(2016) indbyggere i Pune inkl. forstæder, og det er dermed det ottendemest befolkede byområde i Indien.

## Galleri
- Shaniwarwada-fæstningen
- Gadebillede
- Universitetet